# 费边战术
费边战术指一种拖延迂回的战术，不急于达到目的，用时间拖垮敌人。以迴避陷入消耗戰。

## 典故
在前217年特拉西梅诺湖战役中，汉尼拔带领的迦太基军队大败罗马军队，之后费边将军（亦作法比乌斯）被选为罗马的独裁官。因为此时的迦太基军队已经远离本土，所以不能持久作战，费边指出，尽管罗马缺乏足够的资源胜利，但是汉尼拔军队的策略目的只有罗马陷落才可能成功。尽管迦太基军队从北非获取几乎是无尽的补给，但补给线太长。所以罗马军采用迂回战术，并不与敌人正面决战，而是利用熟悉地形的优势在山区与敌人周旋，消耗迦太基军。使迦太基军队如果决意进攻罗马，就必须放弃地中海港口。同时罗马还不断小规模骚扰南歐，干扰敌人补给线，效果良好。这种战术以后就被称为“费边战术”，对历史影响巨大。
但费边的拖延战术引起了罗马人的不满，他们想借兵力优势迅速打败迦太基人。于是元老院派执政官保卢斯和瓦罗接替费边，在坎尼进行决战，就是著名的坎尼战役，结果惨败於迦太基军。

## 案例
- 游击战

## 参看
- 费边主义
- 费边社